# Janssen Pharmaceutica
Janssen Pharmaceutica, eller Janssen Pharmaceutical Companies of Johnson & Johnson, utgör läkemedelsdelen av det amerikanska företaget Johnson & Johnson. 

## Historik
Janssen Pharmaceutical Companies har sina rötter i schweiziska Cilag och belgiska Janssen Pharmaceutica. Cilag grundades som ett forskningslaboratorium av den schweiziska kemisten Bernhard Joos 1933 i Schaffhausen i Schweiz, vilket blev Chemische Industrie-Labor AG 1936. Det köptes av Johnson & Johnson 1959.  Constant Janssen grundade 1934 N.V. Produkten Richter i Turnhout i Belgien, efter det att han året innan förvärvat distributionsrättigheterna för Belgien, Nederländerna och Belgiska Kongo för det ungerska läkemedelsföretaget Richter. Företaget namnändrades efter andra världskriget till Eupharma. Som en del av detta företag inrättade sonen och läkaren Paul Janssen (1926–2003) ett forskningslaboratorium i Beerse. År 1956 namnändrades företaget till NV Laboratoria Pharmaceutica C. Janssen. Laboratoriet omorganiserades till ett eget företag 1958 under namnet N.V. Research Laboratorium C. Janssen, vilket senare köptes 1961 av Johnson & Johnson och blev en av tre huvuddelar av detta företag, vid sidan av medicinteknik och diagnostika respektive konsumentprodukter. Det namnändrades 1964 till Janssen Pharmaceutica N.V. 
Marknadsavdelningarna inom Janssen och Cilag har sammanslagits till Janssen-Cilag AG, med huvudkontor i Beerse i Belgien.
Det belgiska bolaget Janssen Pharmaceutica svarar idag för Johnson & Johnsons forskning och utveckling av nya läkemedel, till exempel inom områdena neurologi, anestesi, analgesi, allergologi och olika former av cancer. 
Janssen har sedan 1985 en omfattande produktion i Kina, bland annat i Hanzhong och Xi'an.
1999 blev läkemedelsutveckling och kliniska försök en internationell organisation inom Johnson & Johnson. 

### Vaccin mot covid-19
Huvudartikel: Ad26.COV2.S
Janssen Pharmaceutica har under 2020 utvecklat en kandidat till vaccin mot covid-19, preliminärt kallad Ad26.COV2.S, i samarbete med "Biomedical Advanced Research and Development Authority" (BARDA), del av USA:s hälso- och socialdepartement, och Beth Israel Deaconess Medical Center i Boston i Massachusetts i USA. Det är ett vaccin som baseras på adenovirus som vektor, vilket har genetiskt modifierats så att viruset inte längre kan reproduceras i människor och orsaka sjukdom.
I oktober 2020 ingick EU förhandsavtal med Johnson & Johnson om leverans från Janssen Pharmaceutical Companies av 200 miljoner doser av dess COVID-19-vaccinkandidat till medlemsländerna i EU, under förutsättning att det skulle komma att godkännas av tillståndsgivande myndigheter. EU har också en option på att få levererat ytterligare upp till 200 miljoner doser.
Europeiska läkemedelsmyndigheten (EMA) påbörjade löpande granskning den 1 december 2020.
Vaccinet fick den mars[när?] godkännande av amerikanska Food and Drug Administration som det tredje vaccinet mot covid-19.